# Municipio de Sugar Creek (condado de Wayne)
El municipio de Sugar Creek (en inglés: Sugar Creek Township) es un municipio ubicado en el condado de Wayne en el estado estadounidense de Ohio. En el año 2010 tenía una población de 6651 habitantes y una densidad poblacional de 68,82 personas por km².

## Geografía
El municipio de Sugar Creek se encuentra ubicado en las coordenadas 40°46′15″N 81°42′42″O / 40.77083, -81.71167. Según la Oficina del Censo de los Estados Unidos, el municipio tiene una superficie total de 96.64 km², de la cual 96.43 km² corresponden a tierra firme y (0.22%) 0.21 km² es agua.

## Demografía
Según el censo de 2010, había 6651 personas residiendo en el municipio de Sugar Creek. La densidad de población era de 68,82 hab./km². De los 6651 habitantes, el municipio de Sugar Creek estaba compuesto por el 97.37% blancos, el 0.53% eran afroamericanos, el 0.08% eran amerindios, el 0.57% eran asiáticos, el 0.03% eran isleños del Pacífico, el 0.27% eran de otras razas y el 1.16% pertenecían a dos o más razas. Del total de la población el 1.37% eran hispanos o latinos de cualquier raza.